# 背骨コンディショニング協会
背骨コンディショニング協会（せぼねコンディショニングきょうかい、英称：Sebone　Conditioning　Association）は、背骨コンディショニングの普及活動を目的とし、民間資格認定を実施している一般社団法人である。

## 概要
日野秀彦は、背骨の歪みを整えて不調を改善する「背骨コンディショニング」を考案し、これを普及するためにインストラクター認定を始めた。これが後に、背骨コンディショニング協会となる。「背骨コンディショニング」とは、ゆるめる、矯正する、筋力アップの3つの要素で構成されるプログラムであり、内容は自分で行うセルフ矯正（フィットネス）と、他者が行なう矯正（整体）に分かれる。背骨コンディショニング協会では、背骨コンディショニングの指導者向けの養成講座を実施することにより指導する民間資格を発行してインストラクターを育成している。

## 沿革
- 2001年（平成13年） - 日野秀彦が背骨コンディショニングを始める
- 2003年（平成15年） - インストラクター認定開始
- 2009年（平成21年）1月14日 - 背骨コンディショニング協会発足、本部を札幌市清田区美しが丘におく
- 2013年（平成25年）11月1日 - 一般社団法人背骨コンディショニング協会を発足、本部を札幌市厚別区厚別におく
- 2015年（平成27年）5月1日-【第1回背骨コンディショニングシンポジウム2015】初開催、Hard Rock Cafe東京
- 2016年（平成28年） - 学校法人 国際学園九州医療スポーツ専門学校とライセンス契約し、同校の整体セラピスト学科1年制に背骨コンディショニングの認定プログラムを導入
- 2016年（平成28年）5月27日 - 一般社団法人日本記念日協会認定により5月27日を【背骨の日】と制定
- 2016年（平成28年）8月6日 -【第2回背骨コンディショニングシンポジウム2016】開催、ヒルトン大阪
- 2017年（平成29年）12月8日-【第3回背骨コンディショニングシンポジウム2017】開催、品川インターシティホール
- 2018年（平成30年）11月30日 - 本部を大阪府大阪市東淀川区東中島1丁目20-20ユニデン新大阪926号室に移転[3]
- 2021年（令和5年）11月23日-【第4回背骨コンディショニングシンポジウム2021】オンライン配信にて開催、背骨コンディショニング協会札幌スタジオ
- 2022年（令和4年）10月10日-【第5回背骨コンディショニングシンポジウム2022 】オンライン配信と同時開催、札幌TKPガーデンシティ PREMIUM札幌大通

## 法人へのライセンス
専門学校などの一定規模以上の法人であって、背骨コンディショニング協会とライセンスを交わし、背骨コンディショニングの認定プログラムをカリキュラムに導入した法人は次の通りである。
- 学校法人国際学園 九州医療スポーツ専門学校（福岡県北九州市）[3]